# STAY TUNE!!
『STAY TUNE!!』（ステイ チューン）は、ロックバンド・少年カミカゼの7枚目のシングル。

## 解説
タイトル曲「STAY TUNE!!」はGOLLBETTY、4曲目の「雪が降る街で逢いましょう。」はSOPHIAのそれぞれ一部メンバーが参加しており、それに準じた名義がつけられている。また、この作品がJA-G（ドラム）の参加した最後の作品となる。

## 収録曲
1. STAY TUNE!! xchng GOLLBETTY
エフエム大阪 2007年3月度パワープレイ
GOLLBETTYの一部メンバーが参加。前シングルのタイトル曲「L.A.U.G.H.I.N'」と同様、管楽器が持ち込まれている。
後のオリジナル・アルバム『MASTER'D』、ベスト・アルバム『BEST』共に収録されている。
2. 春雷
カンコー学生服2007年CMソング
卒業ソング。
オリジナル・アルバム『MASTER'D』、ベスト・アルバム『BEST』共に収録されている。
3. naughty girl
4. 雪が降る街で逢いましょう。xchng MIYAKO (From SOPHIA)
少年カミカゼがインディーズでリリースした2ndミニアルバム『MISSILEE!!』収録曲のセルフカバー。原曲がバンドサウンドであったのに対し、この曲はピアノやストリングを使用したバラードになっている。また、和教が一切歌っていないという点でも違いがある。
5. STAY TUNE!! シークレットトラック
和教のナレーションが入っている以外は1曲目と同じ。

- クレジット
作詞:和教（M1、M2、M4）、和教＆SaCo（M3）
作曲:和教（M1〜M4）
編曲:CHOKKAKU＆少年カミカゼ（M1）、少年カミカゼ（M2、M3）、MIYAKO＆少年カミカゼ（M4）